# 伊索湖國家公園
伊索湖國家公園（芬蘭語：Isojärven kansallispuisto）是芬蘭的一個國家公園，位於皮尔坎马区。國家公園的面積19平方（7.3平方英里），成立於1982年。國家公園內有早期人類活動的遺跡。

## 自然环境
国家公园地势陡峭，峡谷深邃，平均海拔约为100-150米，最高海拔218米。这些地貌是在大约2亿年前地壳破裂时形成的。上一个冰河时代移动了巨石并磨平了悬崖。
国家公园的森林主要为针叶林。在国家公园建立之前，它们被用作林业。
国家公园内最知名的动物是加拿大海狸，也是国家公园的象征。其他动物包括鸟类和食腐昆虫。